# Holger Klein

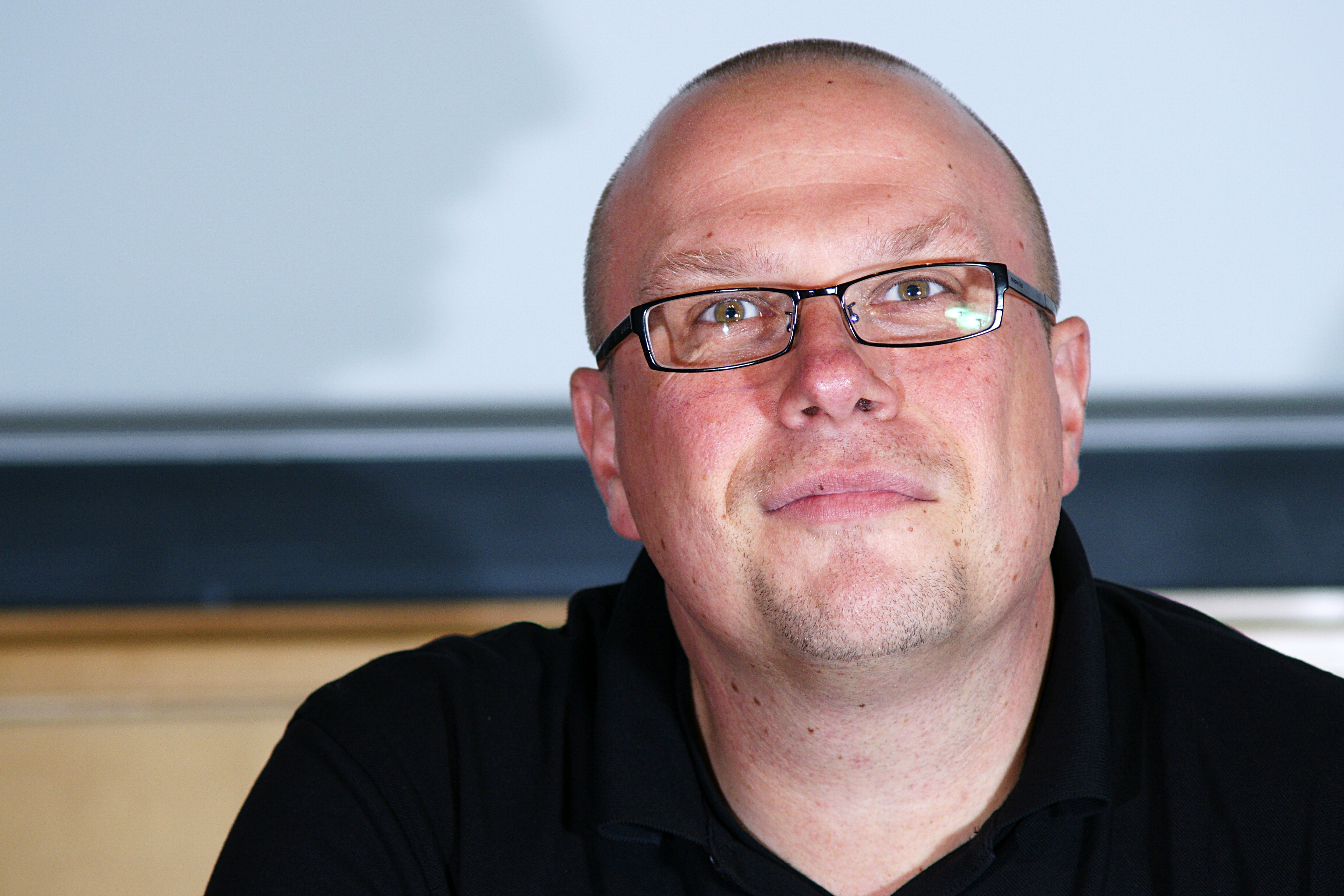
Holger Klein (2009)

Holger Klein (* 8. September 1969 in Köln) ist ein deutscher Podcaster (WRINT) und ehemaliger Hörfunk-Moderator. Er war bis 2015 bei Radio Fritz zu hören, danach von 2016 bis 2021 bei Radio Eins. Darüber hinaus moderierte Klein bis 2010 die Radiotalkshow Nightline auf YouFM und anschließend bis 2013 deren Nachfolgesendung Lateline, die bundesweit in den ARD-Jugendprogrammen ausgestrahlt wurde.

## Leben
Sein Vater war als Schreinergeselle und Modellbauer in der Entwicklungsabteilung eines Autoherstellers tätig. Klein bestand 1991 das Abitur am Ville-Gymnasium in Erftstadt. Danach leistete er beim Lazarus Hilfswerk seinen 14-monatigen Zivildienst ab. Im Anschluss daran begann er ein Studium der Volkswirtschaftslehre, das er nach zwei Semestern abbrach. Er studierte bis 2010 vier Semester Psychologie sowie Anfang der 2010er Jahre einen Masterstudiengang Online-Radio. Parallel zu seinen anderen Tätigkeiten arbeitete er mehrere Jahre im Kassenbereich diverser Pferderennbahnen in Nordrhein-Westfalen.
Klein ist seit 2020 mit der Journalistin Katrin Rönicke verheiratet. Er lebt in Berlin.

## Fernsehen
Holger Klein arbeitete bis 1998 als Erster Aufnahmeleiter für Sendungen wie die Lindenstraße (ARD) oder Hinter Gittern (RTL).
2002 moderierte er zusammen mit Steffen Hallaschka die Talkshow Dreilinden – Hart an der Grenze im ORB-Fernsehen. Gäste waren u. a. Ingolf Lück, Sarah Kuttner, Oliver Welke, Axel Schulz, Paul van Dyk, Katherina Reiche, Andreas Neuendorf und Enie van de Meiklokjes.
Klein war wiederholt in kleineren Textrollen in Fernsehserien tätig. Neben einer Rolle als Briefträger in der Lindenstraße und als Koch in Hinter Gittern trat er auch in der RTL-Serie Balko und in der Rolle des Johannes Petzenberger in der unter Federführung des MDR für den KI.KA produzierten Serie Unsere zehn Gebote auf.
In der deutschen Synchronfassung des Animes Maid-sama spricht Holger Klein eine Nebenrolle.

## Hörfunk
Kleins beruflicher Schwerpunkt lag im Radio von Anfang an im Bereich des Talkradios. Hierbei spezialisierte er sich früh auf freie Gesprächsformate und erweiterte schließlich sein Spektrum auf tagesaktuelle Magazinsendungen.
1998 arbeitete Klein etwa ein halbes Jahr lang bei Energy Sachsen im Nachtprogramm von Freitag auf Samstag und von Samstag auf Sonntag. Nachdem er vorübergehend für Radio Energy tätig gewesen war, kam er im Oktober 1998 zum gemeinsamen Jugendprogramm Fritz des damaligen Ostdeutscher Rundfunk Brandenburg und des Sender Freies Berlin. Dort moderierte Klein unter anderem bis zum März 2005 zunächst mit Steffen Hallaschka, anschließend zusammen mit Momo Faltlhauser Die Radiofritzen am Morgen.
Bis März 2007 moderierte Klein sieben Jahre lang das Chaosradio des Chaos Computer Clubs, das jeden letzten Mittwoch im Monat gesendet wurde. 1999 initiierte er eine Consumer-Ausgabe des Chaosradios im Rahmen der Talksendung Blue Moon. Bis August 2007 war auf Fritz montags seine Sendung Die Welt ist klein mit Holger Klein innerhalb von Blue Moon zu hören, in der er Gespräche mit Hörern zu unterschiedlichen politisch-gesellschaftlichen Themen führte. Unter der gleichen Marke führte er anderthalb Jahre lang mittwochs im Rahmen eines „politischen Stammtischs“ Gespräche zu tagespolitischen Themen.
Klein moderierte von Ende 2006 bis Juli 2007 am letzten Montag im Monat den Nightflight unter dem Titel Netlabel-Nightflight, in dem nur frei herunterladbare Musik gespielt wurde. Vom 18. Februar 2008 bis zum 18. Oktober 2010 konnte man ihn wieder jeden Montag von 22 Uhr bis Mitternacht auf Fritz hören.
Von März 2007 bis Juli 2007 übernahm Klein Johnny Haeuslers Sendung Trackback und vertrat danach in unregelmäßigen Abständen den Moderator Marcus Richter.
In der Sendung Lateline moderierte Klein von April 2010 bis 19. November 2013 die Dienstagsausgabe. Zuvor war er langjähriger Gastgeber der Vorgängersendung Nightline bei You FM, dem Jugendradio des Hessischen Rundfunks, produziert in Frankfurt am Main. Er ließ dort dienstags Black Stories-Rätsel oder von Hörern eingesandte Rätsel von den Anrufern lösen, mittwochs konnten die Anrufer selbst ihre Themen wählen. Donnerstags gab er selbst ein beliebiges Thema vor, zu dem man sich äußern konnte.
Seit Februar 2013 war Klein jeden Sonntag in der Sendung Blue Moon mit einem Wochenrückblick auf Radio Fritz zu hören. Von Januar 2014 bis Oktober 2015 moderierte er stattdessen regelmäßig Blue Moon am Freitag.
Im Januar 2015 war er einmalig Moderator der Magazinsendung „Der Tag“ im Livestream von detektor.fm.
Von Mai 2016 bis Juni 2021 moderierte Klein im zweiwöchentlichen Turnus die Vorabend-Magazinsendung von radio eins, zuerst in Doppelmoderation mit Nancy Fischer, ab Frühjahr 2017 mit Katja Weber.

## Podcasts
Klein engagierte sich neben seiner Tätigkeit beim Hörfunk als Gast oder Co-Moderator in verschiedenen Podcasts, so war er zunächst wiederholt Gast des Spreeblick-Podcasts (2006/2007). In jüngerer Zeit war er etwa im Fahrradpodcast Antritt bei detektor.fm (Dezember 2017) und beim Plötzblog von Lutz Geißler (2020/2021) zu hören.
Mit Tim Pritlove gestaltete er ab Juni 2009 den Podcast Not Safe For Work (kurz NSFW), in dem sie über Medien (vorwiegend Radio), aktuelle Geschehnisse, Internet und sonstige Themen redeten. Die Sendung wurde live ins Internet gestreamt und seit 2012 auf einer eigenen Website anstatt in Pritloves Blog präsentiert. Die regelmäßige Produktion neuer Folgen endete im Juli 2014. Danach erschienen bis 2017 im Durchschnitt drei Folgen pro Jahr, nach besonderen Anlässen wie dem Chaos Communication Congress und Chaos Communication Camp in Form von Aufzeichnungen von Auftritten vor Publikum. Die bislang letzte Folge wurde 2018 veröffentlicht.

### Eigenproduktionen
Seit Mitte 2011 produziert Klein seinen eigenen Podcast zuerst testweise mit der Bezeichnung „Knisterleitung“, „K-Leitung“, „Wurst-Radio International“ und „Wohnzimmer-Radio International“, danach fortwährend unter WRINT, als Akronym von „Wer redet, ist nicht tot“ nach einem Zitat Gottfried Benns. Alle Formate beinhalten Gespräche Kleins mit festen oder wechselnden Gesprächspartnerinnen und -partnern.
Die ältesten regelmäßigen Formate sind Die Wrintheit, in der Klein zusammen mit Alexandra Tobor (seit 2013, zuvor seit 2011 mit Nicolas Semak) Hörerfragen beantwortet, und der Gesprächspodcast Realitätsabgleich mit Tobias Baier (seit 2012). Kulinarisches wird bzw. wurde seit 2012 im Weinverkostungspodcast Flaschen mit Christoph Raffelt und von 2014 bis 2016 im Kochschulenpodcast Kombüse mit Sven Mencke behandelt. Die Fotografie mit Chris Marquardt begann im Januar 2014, im gleichen Monat erschien erstmals die Reihe Wissenschaft mit Florian Freistetter, in der seit August 2020 zusätzlich Ruth Grützbauch monatlich Himmelsphänomene erklärt. Seit Juli 2014 erscheint der Politikunterricht mit Sozialkundelehrer Thomas Brandt, seit Mai 2016 der Geschichtsunterricht mit Matthias von Hellfeld in Kooperation mit Deutschlandfunk Nova (zuvor DRadio Wissen) und seit August 2020 die Wirtschaftskunde mit Rüdiger Bachmann und Christian Bayer.
Gemeinsam mit Götz Gringmuth-Dallmer betrieb Klein die Firma M 41 Medienproduktion, die von 2021 bis 2022 den Podcast Omnibus.fm mit Andreas Keßler zu Fragen motorisierter Mobilität herstellte.

### Auftragsarbeiten
Seit Mai 2013 – mit einer Unterbrechung von Dezember 2019 bis April 2021 – produziert Klein den Resonator für die Helmholtz-Gemeinschaft Deutscher Forschungszentren, in dem er mit Forscherinnen und Forschern der einzelnen Helmholtz-Institute spricht.
Seit August 2015 produziert Katrin Rönicke mit ihm die wöchentliche Nachrichten-Kommentarsendung Die Wochendämmerung. Diese wurde zunächst exklusiv für die Hörbuchplattform Audible hergestellt. Seit September 2017 ist Die Wochendämmerung eine Produktion von Rönickes und Susanne Klingners Podcastlabel hauseins.fm.
2016 erschienen die ersten Folgen des im Auftrag der Bayern Tourismus Marketing produzierten Interview-Podcasts Hock di her. Die Baumarktkette Hornbach ließ Klein ab 2018 in den Werkstattgesprächen monatlich mit handwerklich begabten Menschen reden. Seit Oktober 2020 spricht er im Podcast des Onlinemagazins Übermedien wöchentlich mit Personen der Medienwelt über aktuelle Themen, die Anlass für Medienkritik bieten. Seit 2021 moderiert Klein einen Podcast der Arbeiterwohlfahrt sowie für hauseins den Podcast der Bundeszentrale für politische Bildung, der monatlich Themen der Zeitschrift Aus Politik und Zeitgeschichte (APuZ) beleuchtet.
Auch nach dem Ende seiner hauptberuflichen Hörfunk-Tätigkeit setzt Klein für den Rundfunk Berlin-Brandenburg den Podcast Ferngespräche fort, in dem er mit Auslandskorrespondentinnen der ARD redet.

## Sonstiges
Im Jahr 2003 nahm Holger Klein mit Knorkator eine Coverversion des Grauzone-Liedes Eisbär auf.
Von Februar 2015 bis Januar 2016 war Klein Mitautor des Blogs Berlin ABC der Frankfurter Allgemeinen Zeitung, in dem er gemeinsam mit Katrin Rönicke Beobachtungen und Anekdoten aus dem Umfeld Berliner Bahnhöfe niederschrieb.